# Phyllopentas schumanniana
Phyllopentas schumanniana är en måreväxtart som först beskrevs av Kurt Krause, och fick sitt nu gällande namn av Jesper Kårehed och Birgitta Bremer. Phyllopentas schumanniana ingår i släktet Phyllopentas och familjen måreväxter. Inga underarter finns listade i Catalogue of Life.